# 张法 (1954年)
张法，浙江师范大学人文学院教授。担任《中国美学史》主编，入选中华人民共和国教育部第七批"长江学者"特聘教授，享受国务院特殊津贴。曾就读于北京大学哲学系。